# Rochelia claviculata
Rochelia claviculata är en strävbladig växtart som beskrevs av Mikhail Grigoríevič Popov och Zakirov. Rochelia claviculata ingår i släktet Rochelia och familjen strävbladiga växter. Inga underarter finns listade i Catalogue of Life.